# Raionul Cantemir
Raionul Cantemir este un raion în Republica Moldova. Capitala raionului este orașul Cantemir.

## Geografie
Raionul este situat în sud-vestul țării, la graniță cu România, de-a lungul râului Prut. Se învecinează cu raionul Leova la nord, Unitatea Teritorială Autonomă Găgăuzia la est și Cahul la sud. Se află la 120 de km distanță față de capitala Chișinău. Raionul are în componență 51 de localități (orașul Cantemir și 50 de sate), structura teritorial-administrativă fiind formată din 27 de comune.

## Istoric
Raionul Cantemir a fost înființat în 2003. Până în februarie 2003, zona era parte comuna din fostul județ Cahul, și raioanele de astăzi Cahul și Taraclia.

## Demografie

### Statistici vitale
Principalii indicatori demografici, 2013:
- Natalitatea: ▼746 (12,0 la 1.000 locuitori)
- Mortalitatea: ▼657 (10,5 la 1.000 locuitori)
- Spor natural: +89

### Structura etnică
| Grup etnic | Populație | % Procentaj* |
| ---------- | --------- | ------------ |
| Moldoveni  | 53.896    | 89,83%       |
| Bulgari    | 3.736     | 6,23%        |
| Ucraineni  | 969       | 1,61%        |
| Ruși       | 710       | 1,18%        |
| Găgăuzi    | 569       | 0,86%        |
| Alții      | 171       | 0,28%        |

## Administrație și politică
Președintele raionului Cantemir este Pavel Culicovschi (PAS), ales la 9 decembrie 2023.
Componența Consiliului Raional Cantemir (33 de consilieri), ales la 5 noiembrie 2023, este următoarea:
|  | Partid                                        | Consilieri | Componență | Componență | Componență | Componență | Componență | Componență | Componență | Componență | Componență | Componență | Componență | Componență | Componență | Componență |
|  | --------------------------------------------- | ---------- | ---------- | ---------- | ---------- | ---------- | ---------- | ---------- | ---------- | ---------- | ---------- | ---------- | ---------- | ---------- | ---------- | ---------- |
|  | Partidul Acțiune și Solidaritate              | 14         |            |            |            |            |            |            |            |            |            |            |            |            |            |            |
|  | Partidul Socialiștilor din Republica Moldova  | 5          |            |            |            |            |            |            |            |            |            |            |            |            |            |            |
|  | Platforma Demnitate și Adevăr                 | 4          |            |            |            |            |            |            |            |            |            |            |            |            |            |            |
|  | Partidul Dezvoltării și Consolidării Moldovei | 3          |            |            |            |            |            |            |            |            |            |            |            |            |            |            |
|  | Partidul Social Democrat European             | 3          |            |            |            |            |            |            |            |            |            |            |            |            |            |            |
|  | Partidul Nostru                               | 1          |            |            |            |            |            |            |            |            |            |            |            |            |            |            |
|  | Coaliția pentru Unitate și Bunăstare          | 1          |            |            |            |            |            |            |            |            |            |            |            |            |            |            |
|  | Partidul Liberal Democrat din Moldova         | 1          |            |            |            |            |            |            |            |            |            |            |            |            |            |            |
|  | Partidul „Renaștere”                          | 1          |            |            |            |            |            |            |            |            |            |            |            |            |            |            |

## Diviziuni administrative
Raionul Cantemir are 51 localități: 1 oraș, 26 comune și 24 sate.